# Feel the Steel
Feel the Steel es el primer álbum de estudio de la banda de glam metal estadounidense Steel Panther, publicado el 6 de octubre de 2009 por Universal Records. Las canciones "Fat Girl", "Stripper Girl" y "Hell's On Fire" son nuevas versiones de canciones pertenecientes al álbum Hole Patrol, producción lanzada cuando la agrupación usaba el nombre "Metal Skool". El álbum debutó en la posición #123 y escaló hasta la #98 en la lista Billboard 200, encabezando la lista Billboard Top Comedy Albums.

## Lista de canciones
1. "Death to All But Metal" (con Corey Taylor) (2:30)
2. "Asian Hooker"	(4:02)
3. "Community Property" (3:39)
4. "Eyes of a Panther" (3:37)
5. "Fat Girl (Thar She Blows)" (4:38)
6. "Eatin' Ain't Cheatin'" (3:51)
7. "Party All Day (Fuck All Night)" (con Justin Hawkins) (3:03)
8. "Turn Out the Lights" (con M. Shadows) (4:24)
9. "Stripper Girl" (3:35)
10. "The Shocker"	(4:10)
11. "Girl from Oklahoma" (3:57)

## Personal
- Michael Starr – voces
- Satchel – guitarras
- Lexxi Foxxx – bajo
- Stix Zadinia – batería